# Кочетков, Юрий Петрович
Юрий Петрович Кочетков (10 октября 1932, г. Магнитогорск, РСФСР, СССР — 17 декабря 1996, г. Саратов, Россия) — советский и российский государственный, политический и общественный деятель.

## Биография
Трудовой путь начал в 1951 году. После завершения учёбы в Саратовском авиационном техникуме был направлен на Саратовский авиационный завод помощником мастера цеха, затем становится старшим мастером. Окончил Саратовский политехнический институт.
Член КПСС с 1956 года. С 1954 года комсорг ЦК ВЛКСМ на авиационном заводе. С 1955 года первый секретарь райкома, второй, первый секретарь Саратовского горкома ВЛКСМ. С 1960 года второй, первый секретарь Саратовского обкома ВЛКСМ.
В 1968 году Ю. П. Кочеткова избирают секретарём парткома Саратовского авиационного завода. С 1970 года он первый секретарь Заводского райкома КПСС. С 1974 по 1984 год работал первым секретарём Саратовского горкома КПСС.
С октября 1984 года Ю. П. Кочетков инспектор ЦК КПСС. С апреля 1985 по февраль 1989 года второй секретарь ЦК КП Армении.
В апреле 1989 года Ю. П. Кочеткова избирают заместителем, а в феврале 1991 года первым заместителем председателя президиума Союза советских обществ дружбы и культурной связи с зарубежными странами (ССОД).
В апреле 1992 года ССОД был преобразован в Российскую ассоциацию международного сотрудничества. Председателем ассоциации была избрана В. В. Терешкова, заместителем председателя — Ю. П. Кочетков. Одновременно, с октября 1992 года он становится начальником Главного управления организационного обеспечения деятельности Российского агентства международного сотрудничества и развития (РАМСИР). В 1994 году Ю. П. Кочетков возглавил Управление сотрудничества с субъектами РФ, российскими неправительственными организациями и странами СНГ Российского центра международного научного и культурного сотрудничества при Правительстве Российской Федерации (Росзарубежцентр), созданного вместо РАМСИР.
С 1986 по 1990 годы — кандидат в члены ЦК КПСС. Делегат XXIII, XXV, XXVI, XXVII съездов КПСС и XIX Всесоюзной партконференции.
Избирался депутатом Верховного Совета СССР XI созыва, депутатом Верховного Совета Армянской ССР XI созыва, депутатом Верховного Совета РСФСР IX и X созывов.
Ю. П. Кочетков скончался 17 декабря 1996 года.

## Награды
- орден Октябрьской Революции (1981)
- орден Трудового Красного Знамени (1971, 1974)
- орден «Знак Почёта» (1956, 1966)
- медаль «За освоение целинных земель» (1957)
- Почётная грамота Президиума Верховного Совета РСФСР (1982)[6]

## Увековечение памяти
В 2002 году на доме в Саратове, где в 1977—1984 годах проживал Ю. П. Кочетков установлен памятный барельеф работы саратовского художника-скульптора Н. В. Бунина.